# Eric Addo
Eric Pappoe Addo (Accra, 1978. november 12. –) ghánai válogatott labdarúgó.